# Gyariella kapiriensis
Gyariella kapiriensis är en insektsart som beskrevs av Schmidt 1924. Gyariella kapiriensis ingår i släktet Gyariella och familjen Flatidae. Inga underarter finns listade i Catalogue of Life.